# Ronny Van De Vijver
Ronny Van De Vijver (* 12. Oktober 1945 in Kruibeke; † 29. Oktober 2021 in Bazel (Kruibeke)) war ein belgischer Radrennfahrer.

## Sportliche Laufbahn
Van De Vijver war im Straßenradsport aktiv. Als Amateur gewann er die Eintagesrennen Gent–Wervik und Gent–Wevelgem 1968. 1968 wurde er Zweiter der Belgien-Rundfahrt für Amateure hinter Roger De Vlaeminck und gewann dort eine Etappe. Im Ardense Pijl wurde er ebenfalls hinter de Vlaeminck Zweiter. In der Internationalen Friedensfahrt 1968 kam er nicht ins Ziel.
Von 1968 bis 1980 war er Berufsfahrer. Er gewann die Rennen Le Samyn 1970, Omloop Schelde-Durme 1971, den Omloop Van De Vlaamse Scheldeboorden 1973, eine Etappe bei den 4 Jours de Dunkerque 1970, den Grote Prijs Stad Sint-Niklaas 1974, das Memorial Fred De Bruyne 1975, den GP Victor Standaert 1977. Dazu kamen rund 20 Siege in belgischen Kriterien. Zweiter wurde er im Omloop Polder-Kempen 1969 und 1970, im Omloop van het Leiedal 1973, im Grote Prijs Jef Scherens 1975. Dritter wurde Van De Vijver 1969 im Omloop van Oost-Vlaanderen, im Grote Prijs Stad Vilvoorde und im Omloop van het Houtland Torhout 1971, bei Brüssel–Meulebeke 1972. 
In der Vuelta a España 1974 kam er auf den 34. Rang.